# Gary Weeks
Gary Weeks, född 4 juni 1972 i Wiesbaden i dåvarande Västtyskland (uppvuxen i Georgia), är en amerikansk skådespelare, filmproducent och manusförfattare. Han är mest känd för att spela rollen som Luke Maybank i Netflix-serien Outer Banks, Campbell i USA Network-serien Burn Notice och Nick Newport Jr. i NBC-serien Parks and Recreation. Han har också medverkat i filmer som Spider-Man: No Way Home, Spider-Man: Homecoming, Instant Family och Five Feet Apart.

## Filmografi (i urval)

### Filmer
| - 2000 – The Kid - 2004 – Tiger Cruise - 2013 – The Spectacular Now - 2013 – Identity Thief - 2013 – Devil's Knot - 2013 – Anchorman 2 - 2014 – Ride Along - 2015 – Project Almanac - 2015 – Jurassic World - 2015 – Self/less - 2016 – Allegiant - 2016 – The Nice Guys | - 2016 – Sully - 2016 – Dolda tillgångar - 2017 – Fast & Furious 8 - 2017 – All Eyez on Me - 2017 – Spider-Man: Homecoming - 2018 – The 15:17 to Paris - 2018 – Rampage - 2018 – Instant Family - 2019 – Five Feet Apart - 2021 – The Tomorrow War - 2021 – Spider-Man: No Way Home |

### TV-serier
| - 1999 – Sunset Beach (TV-serie) - 2001 – Chronicle (TV-serie) - 2001 – The Invisible Man (TV-serie) - 2001–2002 – Star Trek: Enterprise (TV-serie) - 2003–2005 – Passions (TV-serie) - 2005 – 24 (TV-serie) - 2005 – Summerland (TV-serie) - 2005 – OC (TV-serie) - 2006 – Veronica Mars (TV-serie) - 2006 – CSI: Miami (TV-serie) - 2007 – Chuck (TV-serie) - 2008 – The Office (TV-serie) - 2008 – Shark (TV-serie) - 2008–2012 – Burn Notice (TV-serie) - 2009 – Monk (TV-serie) - 2010 – Parks and Recreation (TV-serie) - 2010 – All My Children (TV-serie) - 2010 – NCIS: Los Angeles (TV-serie) | - 2011 – Big Love (TV-serie) - 2011 – The Event (TV-serie) - 2011 – Våra bästa år (TV-serie) - 2012 – Drop Dead Diva (TV-serie) - 2012 – Army Wives (TV-serie) - 2012 – The Walking Dead (TV-serie) - 2012 – Nashville (TV-serie) - 2013 – Revolution (TV-serie) - 2013 – Under the Dome (TV-serie) - 2014 – Resurrection (TV-serie) - 2014 – Satisfaction (TV-serie) - 2015 – Devious Maids (TV-serie) - 2016 – Halt and Catch Fire (TV-serie) - 2017 – MacGyver (TV-serie) - 2018 – Cloak & Dagger (TV-serie) - 2020–nutid – Outer Banks (TV-serie) - 2020–nutid – Sweet Magnolias (TV-serie) |